# 全球數位落差
全球數位落差（英語：global digital divide）指的是全球在取得運算與資訊資源（如網際網路）方面的差異，尤其體現在已開發國家與開發中國家之間，進而影響這些國家能夠從數位科技中獲得的機會。
「數位落差」一詞並不必然表示某人完全無法接觸科技，而是指不同程度的科技差距，例如高性能電腦、高速網路、技術支援或電話服務等方面的差異。